# Asteromella ovata
Asteromella ovata är en svampart som beskrevs av Thüm. 1880. Asteromella ovata ingår i släktet Asteromella, klassen Dothideomycetes, divisionen sporsäcksvampar och riket svampar.   Inga underarter finns listade i Catalogue of Life.